# Kienbaum Consultants International
Kienbaum Consultants International ist eine deutsche Personalberatung, Unternehmensberatung und Managementberatung. Sie wurde am 15. Oktober 1945 von Gerhard Kienbaum gegründet.
An der Kienbaum-Gesellschaft sind etwa 40 Partner beteiligt. Kienbaum beschäftigte 2013 insgesamt 730 Mitarbeiter in 36 Büros in 21 Ländern bei 112 Millionen Euro Umsatz. Im Jahr 2018 waren es nach Unternehmensangaben noch 600 Mitarbeiter, 27 Büros in 14 Ländern und 90 Millionen Euro Umsatz. In Deutschland ist Kienbaum mit Büros in elf Städten vertreten, darüber hinaus in Europa, den USA, Lateinamerika und Asien. Darüber hinaus gibt es Kooperationspartner in Dänemark, Finnland, Großbritannien, Italien, Libanon, Spanien und Mexiko. 

## Geschichte
1945 gründete Gerhard Kienbaum eine Unternehmensberatung. Im Oberbergischen Land beriet er mittelständische Unternehmen bei technischen und kaufmännischen Problemen. Als Geschäftsführer trat 1955 Kurt Groß in das Unternehmen ein. Im Jahr 1957 verfügte Kienbaum und Partner über Büros in Hamburg, Frankfurt am Main und Düsseldorf mit insgesamt 90 Mitarbeitern. 1958 eröffnete in Wien das erste internationale Kienbaum-Büro, 1971 errichtete Kienbaum in Brasilien eine Tochtergesellschaft. 
1978 kam zur Unternehmensberatung die Personalberatung hinzu. Jochen Kienbaum, der Sohn des Firmengründers, wurde zum alleinvertretungsberechtigen Geschäftsführer bestellt. 1985 übertrug Gerhard Kienbaum den Vorsitz der Geschäftsführung von Kienbaum und Partner auf seinen Sohn. 
Mit Niederlassungen in Paris, Prag und Singapur wurde Kienbaum und Partner 1998 in Kienbaum Consultants International umbenannt. 2016 zog Kienbaum aus Gummersbach nach Köln um. 
2018 trat Fabian Kienbaum die Nachfolge seines Vaters Jochen Kienbaum als Vorsitzender der Geschäftsführung an. Seit Mitte August 2021 ist Bibi Hahn Co-Vorsitzende mit Fabian Kienbaum in der Geschäftsführung.